# تپه سیاه‌چغا
تپه سیاه چغا مربوط به عصر مس و سنگ - عصر مفرغ - دوره اشکانیان - دوره سلجوقیان است و در شهرستان کرمانشاه، بخش مرکز ی، دهستان میان دربند، حاشیهٔ غربی روستای سیاچغا واقع شده و این اثر در تاریخ ۱۵ دی ۱۳۸۷ با شمارهٔ ثبت ۲۴۱۵۸ به‌عنوان یکی از آثار ملی ایران به ثبت رسیده است.